# Essanay Studios
Эссеней (англ. Essanay Studios или англ. Essanay Film Manufacturing Company) —
американская кинокомпания, основанная в 1907 году продюсером Джорджем К. Спуром и актёром Гилбертом М. Андерсоном (также известным как Брончо Билли Андерсон) в Чикаго. Название компании воспроизводит произношение инициалов основателей — «S-and-A» (Эс эн' Эй).

## История
Первоначально компания специализировалась в основном на производстве вестернов, в которых снимался «Брончо Билли» Андерсон, однако первым фильмом студии была поставленная Андерсоном комедия «Жуткий каток, или Хобо на роликах» (англ. An Awful Skate, or The Hobo on Rollers), главную роль в которой исполнил Бен Тёрпин, ставший одним из «фирменных» комиков в фильмах студии.
Essanay быстро выросла до масштабов одной из самых крупных кинокомпаний Чикаго (где находился в то время центр американского кинопроизводства), в её активе было больше фильмов, чем у любой другой отдельно взятой чикагской студии. В январе 1909 года Essanay вошла в число девяти крупных компаний, согласившихся с патентным диктатом Эдисона и образовавших Компанию кинопатентов (англ. Motion Picture Patents Company).
Из-за северного положения Чикаго и неустойчивости погоды компания вскоре открыла вторую студию Essanay-West в городе Найлз в Калифорнии. Студия также регулярно снимала вестерны на локациях в Колорадо и Калифорнии.

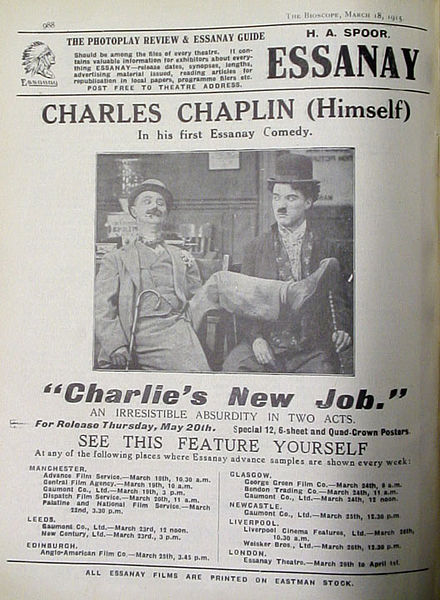
Страница журнала «Bioscope» с рекламой первого снятого для Essanay фильма Чаплина «Его новая работа» (1915)

В конце 1914 года компания заключила договор с Чарли Чаплином, согласно которому Чаплин получал полную творческую свободу, собственное производственное подразделение и гонорар в размере $1250 в неделю плюс бонус $10 000 за контракт. В рамках этого контракта Чаплин снял в 1915 году для Essanay 14 короткометражных комедий, а также сыграл эпизодическую роль в одном из вестернов с Брончо Билли («Его выздоровление», англ. His Regeneration). Работая для Essanay, Чаплин собирает свою первую устойчивую актёрскую команду, в которой появляются Эдна Пёрвиэнс, комики Лео Уайт, Бад Джемисон и Джон Рэнд.
Уход Чаплина (фильмы которого были главным источником прибыли для Essanay) в другую компанию ознаменовал начало тяжёлого периода в жизни студии. Чтобы как-то компенсировать потерю, студия заключила контракт с Максом Линдером, выпустила несколько якобы чаплинских фильмов (например, расширенную версию ленты «Кармен», антологию «Обозрение творчества Чаплина в „Эссеней“» и фильм «Тройная неприятность»), однако в итоге всё-таки была вынуждена в 1918 году включиться в слияние четырёх кинокомпаний, организованное чикагским дистрибютором Джорджем Клайном и фактически потеряла самостоятельность (хотя фильмы под маркой Essanay продолжали выходить до 1920 года).
На студии Essanay были осуществлены первые в истории кинопостановки «Шерлок Холмс» по Конан Дойлу (англ. Sherlock Holmes, 1916) и «Рождественская песня» (англ. A Christmas Carol, 1908) по Диккенсу. На студии также были сняты первые мультипликационные сериалы с постоянным персонажем. Всего за десятилетнюю историю студии на ней было снято около 1400 фильмов.
После закрытия Essanay основатели компании продолжали работать в кинематографе. Джордж К. Спур был промоутером не нашедшей применения системы 3D-проекции в 1925 году и широкоэкранного 65-мм формата Spoor-Berggren Natural Vision в 1930 году. В 1947 году он был удостоен специальной премии Академии Киноискусства за вклад в развитие кино. Андерсон, который продолжал работать независимым продюсером, получил такую же премию в 1957 году.